# Stanislav Procházka (voják)
Stanislav Procházka (13. dubna 1922, Medzilaborce – 17. července 2010) byl český generálporučík ve výslužbě, zbavený funkce za nesouhlas s invazí vojsk Varšavské smlouvy v roce 1968 do Československa.
Byl absolventem Vysoké vojenské školy v SSSR. Od roku 1964 byl velitelem Západního vojenského okruhu se sídlem v Příbrami. V této funkci jej zastihla Invaze vojsk Varšavské smlouvy do Československa 21. srpna 1968. Svůj nesouhlas s invazí vyjádřil v dopisu adresovaném velení okupačních vojsk, v němž vyzýval cizí jednotky k opuštění republiky. Za to byl 20. prosince 1968 zbaven funkce velitele Západního vojenského okruhu a v dubnu 1970 byl propuštěn z armády. Dne 28. října 2008 mu bylo uděleno čestné občanství Mladé Boleslavi.